# Mistrovství Československa v atletice 1968
Mistrovství Československa mužů a žen v atletice 1968 v kategoriích mužů a žen se konalo 27. července a 28. července v Jablonci nad Nisou.

## Medailisté

### Muži
| Soutěž                                | Zlato                                                                  | Stříbro                                                                        | Bronz                                                                           |
| 100 m                                 | Petr Utěkal 10.5                                                       | Vladimír Janček 10.5                                                           | Jiří Kynos 10.6                                                                 |
| 200 m                                 | Ladislav Kříž 21.0                                                     | Luděk Bohman 21.2                                                              | Jiří Kynos 21.4                                                                 |
| 400 m                                 | Josef Hegyes 47.4                                                      | Pavel Zeman 48.0                                                               | Jan Petrlík 48.2                                                                |
| 800 m                                 | Jozef Plachý Tomáš Jungwirth 1:53.6                                    | xxx                                                                            | Jan Kasal 1:53.9                                                                |
| 1500 m                                | Pavel Pěnkava 3:53.7                                                   | Josef Odložil 3:53.7                                                           | Josef Horčic 3:53.9                                                             |
| 5000 m                                | Stanislav Petr 14:14.8                                                 | Jiří Stehlík 14:19.0                                                           | Pavel Faschingbauer 14:34.8                                                     |
| 10 000 m                              | Václav Mládek 29:26.8                                                  | Miroslav Vítkovič 29:47.2                                                      | Jan Bejček 30:04.2                                                              |
| 110 m př.                             | Lubomír Nádeníček 13.6                                                 | Milan Čečman 13.9                                                              | Milan Kotík 14.2                                                                |
| 400 m př.                             | Miroslav Hruš 51.3                                                     | František Mandlík 53.4                                                         | Sergej Troščák 54.3                                                             |
| 3000 m př.                            | Petr Holas 8:53.0                                                      | Petr Havel 8:55.2                                                              | Jiří Pazourek 8:57.8                                                            |
| 4 × 100 m                             | Jiří Kynos Jiří Tukinský Petr Utěkal Jozef Nemček Dukla Praha 40.5     | Josef Čeliš Luděk Bohman Petr Plaňanský Lubomír Nádeníček RH Praha 41.2        | František Sláma Theodor Vaněk Vladimír Vozák Jaromír Králík Zbrojovka Brno 41.9 |
| 4 × 400 m                             | Jindřich Erbs Jiří Ryba Milan Horák Tomáš Jungwirth Dukla Praha 3:13.4 | Pavel Zeman Karel Šoch Igor Krupička Ján Šišovský Dukla Banská Bystrica 3:14.3 | Josef Hegyes Jan Petrlík Jan Čtvrtečka Jan Novák Slavia VŠ Praha 3:14.4         |
| Skok do výšky                         | Jaroslav Alexa 212                                                     | Rudolf Hübner 206                                                              | Rudolf Baudis 206                                                               |
| Skok o tyči                           | Pavel Jindra 470                                                       | Andrej Papp 470                                                                | František Taftl 460                                                             |
| Skok daleký                           | Jan Broda 747                                                          | Václav Fišer 735                                                               | Josef Korbela 721                                                               |
| Trojskok                              | Jiří Vyčichlo 15.85                                                    | Jan Broda 15.85                                                                | František Křupala 15.62                                                         |
| Vrh koulí                             | Miroslav Janoušek 17.88                                                | Jiří Skobla 17.72                                                              | Ladislav Pataki 17.06                                                           |
| Hod diskem                            | Ludvík Daněk 60.68                                                     | Jaroslav Vidrna 53.76                                                          | Vladimír Vojtěch 52.78                                                          |
| Hod kladivem                          | Josef Matoušek 62.74                                                   | Martin Šebesta 62.46                                                           | Josef Hájek 62.22                                                               |
| Hod oštěpem                           | Miloš Vojtek 72.72                                                     | Andrej Hunčík 70.90                                                            | Lubomír Pivoňka 70.72                                                           |
| 20 km chůze                           | Alexander Bílek 1:30:03.4                                              | Milan Závadský 1:32:36.4                                                       | Juraj Benčík 1:38:05.8                                                          |
| Desetiboj Mladá Boleslav 3.- 4.8.1968 | Ivan Sedláček 7300 bodů                                                | Milan Kotík 6939 bodů                                                          | Peter Ihring 6819 bodů                                                          |

### Ženy
| Soutěž                              | Zlato                                                                                         | Stříbro                                                                             | Bronz                                                                                   |
| 100 m                               | Eva Glesková 11.6                                                                             | Jana Šmerdová 11.8                                                                  | Eva Putnová 11.8                                                                        |
| 200 m                               | Eva Glesková 24.2                                                                             | Jana Šmerdová 24.5                                                                  | Eva Putnová 24.6                                                                        |
| 400 m                               | Anna Chmelková 54.1                                                                           | Libuše Macounová 55.5                                                               | Marie Otová 57.0                                                                        |
| 800 m                               | Jaroslava Jehličková 2:07.4                                                                   | Emília Ovádková 2:08.0                                                              | Marie Pospíšilová 2:10.3                                                                |
| 100 m př.                           | Eva Kucmanová 14.3                                                                            | Anna Zábršová 14.5                                                                  | Věra Slavičová 14.6                                                                     |
| 4 × 100 m                           | Jana Šmerdová Alena Vozáková-Kalodová Eva Putnová Zuzana Glossová Spartak Zbrojovka Brno 46.5 | Eva Kucmanová Eva Glesková Soňa Špaňová Lydia Bujalková Slávia SVŠT Bratislava 46.9 | Marta Lendelová Libuša Kladeková Jozefína Hallová Mária Devínska Slovan Bratislava 48.3 |
| Skok do výšky                       | Miloslava Rezková 182                                                                         | Jaroslava Valentová 180                                                             | Mária Faithová 178                                                                      |
| Skok daleký                         | Eva Kucmanová 625                                                                             | Libuša Kladeková 608                                                                | Jitka Potrebuješová 586                                                                 |
| Vrh koulí                           | Marie Stříbrská 15.06                                                                         | Vladimíra Srbová 14.78                                                              | Helena Fibingerová 14.75                                                                |
| Hod diskem                          | Marie Šimánková 51.28                                                                         | Jiřina Němcová 50.32                                                                | Štěpánka Mertová 49.20                                                                  |
| Hod oštěpem                         | Marie Slováková 46.08                                                                         | Vlasta Tonová 45.66                                                                 | Jana Sedláčková 44.14                                                                   |
| Pětiboj Mladá Boleslav 3.– 4.8.1968 | Jitka Potrebuješová 4504 bodů                                                                 | Olga Fomenková 4325 bodů                                                            | Miroslava Březíková 4205 bodů                                                           |